# Benza Károly
Benza Károly (Schumbenza, Schombenza, Bensa, Buda, Víziváros, 1811. szeptember 25. (keresztelés) – Pest, 1872. január 28.) magyar színész, rendező, énekes (basszbariton).

## Életpályája
Schumbenza (Schompensa) András és Paulovics Anna fiaként született. Egy névtelen levelező lapon írta valaki, állítólagos színházi ember, hogy Sumbenza volt a neve és a Budát ostromló spanyolok egyik letelepült tisztjének volt az ivadéka. Fiatal éveiben szatócs volt Budán, a Vízivárosban, de ügyes, tréfás modora, mellyel sokakat megnevettetett, a színpadra vitte. Nem kissé állt útjában az, hogy német anyanyelvűként nem tudott tisztán magyarul, csak később tanulta meg a nyelvet, de ő ezt sajátságos hanghordozásával és bohókás kiejtésével elfelejtette, ez tette őt először a vidék kedvenc színészévé. Egy pesti német énekmesternél képezte hangját. 1834-ben lépett a színi pályára Balla színtársulatánál Debrecenben, ahol néhány komikus dalával nagy hatást keltett.
Az 1840-es években hívták meg a Nemzeti Színházhoz az opera komikai és buffo szerepkörébe, Szerdahelyi József helyébe. Noha Benza vastagabban színezett és élénkségét nem mérsékelte annyi ízlés, mint előde játékát, mégis mihamar kedveltté vált és megnyerte a közönséget. Hanghordozásába, kiejtésébe oly különös bohókás modort tudott önteni, hogy a jókedv mint árnyék látszott őt követni és míg a színpadon volt, nemcsak a nézők, de játszótársai is folyvást nevettek.
Élete utolsó éveinek öröme leányának, Benza Idának kiképzése és sikerei voltak. Elhunyt 1872. január 28-án reggel 5 órakor, élete 60., házassága 27. évében. Halálát agyhűdés okozta, már holtan került be a Szent Rókus kórházba. Élete utolsó hónapjaiban rögeszméjévé vált azon hite, hogy őt elevenen fogják eltemetni, ezért is végrendeletileg kötelezte családját, hogy bármikor és bárminő betegségben hal is meg, testét fölboncoltassák. Kívánságát teljesítették is. Temetése 1872. január 30-án délután római katolikus szertartás szerint ment végbe.

## Családja
Felesége Joób Amália, akivel 1845. július 5-én kötött házasságot Pesten, a józsefvárosi plébániatemplomban. Leánya Benza Ida énekesnő, kinek férje Nagy Imre színész volt.

## Svábhegyi nyaralója
Benza Károly nyaralóját Budapesten, a Költő utca 22-es házszám alatt vásárolta, ezáltal Jókai Mór szomszédja lett, aki a 21. szám alatt lakott. Semmiféle ismertetőjele nem volt e háznak: egy kicsi, alacsony épület, háttal a Költő utcának, a ház frontja a város felé nézett. Mivel csupán a kéménye látszott ki a bokrok közül, Benza elhatározta, hogy azt fogja jellegzetessé tenni és csavartmenetű kéményt csináltatott. Első látásra sokaknak fejtörést okozott, hogyan is készülhetett ez a fura építmény. A szomszédok az érdeklődők számára rendszerint azt a történetet mesélték, hogy eredetileg ez is rendes, négyszögletű kéménynek épült, de amikor még nedves állapotban volt, a két kőműves átnyalábolta, és fordított rajta néhányat. A valóság az, hogy egy közönséges kéményre bádogból illesztették rá a dugóhúzószerű vonalakat, s ezután habarccsal befedték.
A Hegyvidék c. lap 2011. szeptember 29-i számában megjelent A csavartkéményű ház c. írás még a következőket említi: "Benza a villa Költő utca felőli oldalára magas falat emeltetett, hogy senki ne lásson be, amikor éppen papucsban sétálgat a kertjében, amelyből csodálatos panoráma nyílt a fővárosra. Több alkalommal is lopások helyszíne volt a Benza-telek: egyszer egy gereblye, máskor egy kacsa tűnt el. A színész megelégelte a dolgot, és mivel rendőrség nem működött a Svábhegyen, elhíresztelte, hogy kísértet jár a birtokon. Azért, hogy ennek a „hírnek” alapot is adjon, esténként magára terített egy fehér lepedőt, úgy sétált végig a kerten – egy alkalommal azonban elálmosodott, leült a szőlőtőkék mellé, és el is aludt. Amikor felébredt, észrevette, hogy ellopták róla a lepedőt. Akkor úgy döntött, nem játszik többet kísértetet, és vett egy komondort. Reggelente felkelve kiállt a tornácra, és kurjantott egyet: Biffala!, Buffala!, Piskala!, Puskala!, Bumm! Így hívta ugyanis az állatait."
Benza Károly halála után a villáját a család eladta. A ház az 1960-as évekig még állt, utána lebontották.

## Főbb szerepei
- Császár György: Morsinai Erzsébet – Az udvari bolond
- Donizetti: A szerelmi bájital – Dulcamara
- Donizetti: Linda di Chamounix – Di Boisfleury márki
- Donizetti: Don Pasquale – címszerep
- Doppler Ferenc: Benyovszky – Fedorivics Iván
- Doppler Ferenc: Ilka – Miska
- Doppler Ferenc: Két huszár – Boglyási
- Doppler Ferenc–Doppler Károly–Erkel Ferenc: Erzsébet – Roderich
- Doppler Károly: Gránátos tábor – Must
- Doppler Károly: A vadon fia – Polidor
- Erkel Ferenc: Hunyadi László – Gara nádor
- Erkel Ferenc: Sarolta – Ordító
- Huber Károly: A székely leány – Quad Zachariás
- Kern Leó: Benvenuto Cellini – Pojet
- Meyerbeer: Észak csillaga – Gricenko
- Rossini: A sevillai borbély – Figaro; Don Basilio; Doktor Bartolo
- Thern Károly: Képzelt beteg – Betegi
- Verdi: Luisa Miller – Walter gróf
- Verdi: Rigoletto – címszerep